# N. K. Jemisin
Nora Keita Jemisin (Iowa City, 19 settembre 1972) è una scrittrice di letteratura fantastica statunitense.
I suoi lavori esplorano un'ampia varietà di temi inclusi i conflitti e l'oppressione culturale. Ha vinto numerosi premi per i suoi lavori inclusi premi Locus e Hugo.
Nel 2010 il suo racconto breve Non-Zero Probabilities è stato un finalista per i premi premio Hugo e Nebula per il miglior racconto breve. Il suo romanzo di debutto, I centomila regni (The Hundred Thousand Kingdoms), fu candidato al Nebula nel 2010 e inserito nella lista breve per il Premio James Tiptree Jr.. Nel 2011 è stata candidata al Premio Hugo, Premio World Fantasy, e il Premio Locus, vincendo il Locus Award per il miglior primo romanzo. The Hundred Thousand Kingdoms ha vinto anche il premio Sense of Gender nel 2011.
Nel 2016, il suo romanzo La quinta stagione ha vinto il premio Hugo per il miglior romanzo, rendendola la prima autrice afroamericana a vincere un premio Hugo in questa categoria. I due seguiti, Il portale degli obelischi e Il cielo di pietra, hanno vinto rispettivamente il premio Hugo per il miglior romanzo nel 2017 e nel 2018,.

## Biografia
Nata ad Iowa City ma cresciuta tra New York e Mobile in Alabama. Ha vissuto in Massachusetts per dieci anni e quindi si è trasferita a New York. Dal 1990 al 1994 ha frequentato l'Università Tulane conseguendo un BS in psicologia e ha proseguito i suoi studi all'Università del Maryland, College Park per ottenere il Master of Education.
Dopo aver frequentato nel 2002 il workshop di scrittura Viable Paradise, ha pubblicato diversi racconti e romanzi. Jemisin è stata un membro del gruppo di scrittura BRAWLers della zona di Boston ed è membro di Altered Fluid, un gruppo di critica della narrativa speculativa.
È stata ospite d'onore alle convention di fantascienza WisCon 2014 e Arisia 2015 a Boston.
Nel suo discorso come ospite d'onore alla convention Continumm 2013 in Australia ha fatto notare che il 10% dei membri della Science Fiction and Fantasy Writers of America (SFWA) ha votato per lo scrittore Theodore Beale, noto anche come Vox Day ed esponente dell'alt-right, per l'elezione del presidente dell'SFWA. Ha proseguito definendo Beale "un autonominatosi misogino, razzista, antisemita e altre varianti di stronzo" e ha precisato che il silenzio su questi argomenti era equivalente ad accettarli; Beale le ha risposto definendola "istruita, ma ignorante semiselvaggia", il link al commento di Beale fu twittato sul feed degli autori dell'SFWA e in seguito Beale fu espulso dall'organizzazione.
Dal 2016 ha iniziato a tenere la colonna bimensile Otherworldly per il The New York Times
Dal maggio 2016 ha aperto un canale di finanziamento su Patreon che le ha permesso di ottenere fondi sufficienti ad abbandonare il suo lavoro come psicologa di supporto e concentrarsi a tempo pieno sulla scrittura. L'anno seguente la rivista Bustle ha definito Jemisin "la scrittrice di fantascienza che ogni donna dovrebbe leggere".

### Vita personale
Jemisin vive e lavora a Brooklyn, New York,. È cugina di secondo grado del cabarettista W. Kamau Bell.

## Premi

### Vinti
- Premio dei recensori della rivista Romantic Times come miglior romanzo fantasy del 2010 (The Broken Kingdoms)
- Premio Locus 2011 per il miglior romanzo (I centomila regni)
- Premio Sense of Gender, 2011 (I centomila regni)
- Premio dei recensori della rivista Romantic Times come migliore romanzo fantasy del 2012 (The Shadowed Sun)
- Premio Hugo 2016 per il miglior romanzo (La quinta stagione)[19][23]
- Premio Hugo 2017 per il miglior romanzo (Il portale degli obelischi)[8]
- Premio Nebula 2018 per il miglior romanzo (Il cielo di pietra)[24]
- Premio Locus 2018 per il miglior Fantasy (Il cielo di pietra)[25]
- Premio Hugo 2018 per il miglior romanzo (Il cielo di pietra)[9]
- Premio Alex 2019 per la raccolta di racconti How Long ’Til Black Future Month?

### Candidature
- Recommended Reading Shortlist for the Parallax Award, Carl Brandon Society 2006 ("Cloud Dragon Skies")
- Premio Hugo 2010, Miglior racconto breve (Non-Zero Probabilities)
- Premio Nebula 2010, Miglior racconto breve (Non-Zero Probabilities)
- Premio James Tiptree Jr. 2010, Miglior romanzo (I centomila regni)
- Premio Nebula 2011, Miglior romanzo (I centomila regni)
- Premio Hugo 2011, Miglior romanzo (I centomila regni)
- Premio World Fantasy 2011, Miglior romanzo (I centomila regni)
- David Gemmell Morningstar Award, Best Fantasy Newcomer 2011 (I centomila regni)
- IAFA William L. Crawford Award, 2011 (I centomila regni)[26]
- Premio Imaginales 2011, Miglior romanzo straniero (I centomila regni)
- Premio Nebula 2012, Miglior romanzo (The Kingdom of Gods)
- Premio Nebula 2013, Miglior romanzo (La luna che uccide)
- Premio World Fantasy 2013, Miglior romanzo (La luna che uccide)
- Premio Nebula 2015, Miglior romanzo (La quinta stagione)
- Premio World Fantasy 2016, Miglior romanzo (La quinta stagione)
- Premio Locus 2016, Miglior romanzo (La quinta stagione)
- Premio Nebula 2016, Miglior romanzo (Il portale degli obelischi)[27]
- Premio Hugo 2017, Miglior racconto breve (The City Born Great)
- World Fantasy, romanzo (Il portale degli obelischi)

## Opere

### Romanzi
The Inheritance Trilogy
- I centomila regni (The Hundred Thousand Kingdoms, 2010), Gargoyle, 2014
- The Broken Kingdoms, 2010.
- The Kingdom of Gods, 2011.

Il racconto The Awakened Kingdom, ambientato nello stesso milieu narrativo di questa trilogia, è stato pubblicato in un omnibus, insieme a tali romanzi, il 9 dicembre 2014.
Un trittico intitolato Shades in Shadow è stato pubblicato il 28 luglio 2015. Contiene tre storie brevi, tra cui un prequel della trilogia.
Serie Dreamblood
- La luna che uccide (The Killing Moon, 2012),[30] Fanucci, 2014
- Il sole oscurato (The Shadowed Sun, 2012), Fanucci, 2020

Trilogia della Terra spezzata
- La quinta stagione (The Fifth Season, 2015), Mondadori, 2019.
- Il portale degli obelischi (The Obelisk Gate, 2016), Mondadori 2020.
- Il cielo di pietra (The Stone Sky, 2017), Mondadori 2021.

Mass EffectAndromeda
- Mass Effect: Andromeda Initiation, 2017 (scritto in collaborazione con Mac Walters).

Great Cities Series
- La città che siamo diventati (The City We Became, 2020), Mondadori, 2022
- The World We Make, 2022

Il racconto The City Born Great, pubblicato nel 2016, è un precursore della serie.

### Racconti
- L'Alchimista, pubblicato in Scattered, Covered, Smothered, Two Cranes Press, 2004. Menzione onorevole in The Year's Best Fantasy and Horror, 18th collection. Disponibile anche come episodio di Escape Pod
- Too Many Yesterdays, Not Enough Tomorrows in Ideomancer, 2004.
- Cloud Dragon Skies in Strange Horizons, 2005. Dispondibile anche come episodio di Escape Pod
- Red Riding-Hood's Child in Fishnet, 2005.
- The You Train in Strange Horizons, 2007.
- Bittersweet in Abyss & Apex Magazine, 2007.
- The Narcomancer in Helix, ristampato in Transcriptase, 2007.
- The Brides of Heaven in Helix, ristampato in Transcriptase, 2007.
- Playing Nice With God's Bowling Ball in Baen's Universe, 2008.
- The Dancer's War in Like Twin Stars: Bisexual Erotic Stories, Circlet Press, 2009.
- Non-Zero Probabilities in Clarkesworld Magazine, 2009.
- Sinners, Saints, Dragons, and Haints in the City Beneath the Still Waters in Postscripts, 2010.
- On the Banks of the River Lex in Clarkesworld Magazine, 11/2010
- The Effluent Engine in Steam-Powered: Lesbian Steampunk Stories, Torquere Press, 2011
- The Trojan Girl in Weird Tales, 2011
- Valedictorian in After: Nineteen Stories of Apocalypse and Dystopia, Hyperion Book CH, 2012

### Saggistica
- con Stephen H. Segal, Genevieve Valentine, Zaki Hasan e Eric San Juan, Geek Wisdom: The Sacred Teachings of Nerd Culture, 2011[31]